# Corgatha subindicata
Corgatha subindicata är en fjärilsart som beskrevs av Sir George Hamilton Kenrick 1917. Corgatha subindicata ingår i släktet Corgatha och familjen nattflyn. Inga underarter finns listade i Catalogue of Life.